# Aeroport Internacional Aristides Pereira
L'Aeroport Internacional Aristides Pereira (codi IATA: BVC, codi OACI: GVBA) és un aeroport situat en Cap Verd gestionat per ASA-Aeroportos e Segurança Aérea situat a 5 km al sud de la ciutat de Sal Rei a l'Illa de Boa Vista. És el tercer aeroport capverdià per tràfic de passatgers.

## Característiques tècniques
És un aeroport de categoria 4D d'aproximació visual i el seu horari és de 8:00 a 18:00 a causa de l'absència d'abalisament en l'aeroport. Té una pista de 2.100 m de longitud i disposa de dues plataformes, una situada a la zona de l'antic aeròdrom i una plataforma d'aviació civil amb 5 llocs d'estacionament.
L'edifici terminal disposa de 6 balconades de facturació, dues cintes de recollida d'equipatges, control de passaports, tendes.

## Història
A causa de l'auge de turisme que comença a tenir l'illa, l'any 2002 el govern de Cap Verd pren la decisió de convertir l'aeròdrom de Rabil en un aeroport internacional per poder donar servei als avions provinents de Europa. El projecte és encarregat a l'enginyeria espanyola INECO que s'encarrega de redactar el projecte i portar l'assistència tècnica de l'obra. Es procedeix a ampliar la pista 1.200 m per disposar d'una pista de 2.100 m i eixamplar la pista fins als 45 m. Es construeix una plataforma amb capacitat per 2 aeronaus i una nova terminal nova per estar a l'aire lliure a causa de la bona climatologia de la zona. El gener de 2005 comencen les obres realitzades per la constructora MSF, que finalitzen en 2007. El 13 d'octubre de 2007 s'inaugura l'aeroport amb una nova pista (2.100 m) i esdevé el nou aeroport internacional de Cap Verd. El 13 d'octubre de 2007 TACV va fer un vol de prova a des de l'Aeroport International Amílcar Cabral a l'aeroport de Rabil per concloure la certificació de funcionament del nou aeroport. El 31 d'octubre de 2007 TACV esdevé oficialment la primera aerolínia a operar avions a reacció (Boeing 757-200 [D4-CBG]) a l'aeroport de Rabil aeroport, un vol inaugural des de l'aeroport de Praia. El 19 de desembre de 2007 un Airbus A321-200 (EI-LVA) de Livingston Airlines va fer el primer aterratge d'un vol internacional a Rabil des de Verona (Itàlia). Els passatgers van ser rebuts amb "morabeza" pels capverdians. A causa de la gran quantitat de turistes que comencen a arribar a l'illa, en 2010 és necessari fer una ampliació de la plataforma, finalitzada al juliol de 2011, passant de 2 a 5 la seva capacitat.
L'aeroport va ser originalment anomenat aeroport de Rabil, però el 19 de novembre de 2011 va ser reanomenat Aristides Pereira en homenatge al primer president de Cap Verd.

## Aerolínies i destins
| Ciutats       | Nom de l'Aeroport                                   | Aerolínies                 |        |        |        |
| Àfrica        | Àfrica                                              | Àfrica                     | Àfrica | Àfrica | Àfrica |
| ------------- | --------------------------------------------------- | -------------------------- | ------ | ------ | ------ |
| Cap Verd      |                                                     |                            |        |        |        |
| Praia         | Aeroport Internacional Nelson Mandela               | TACV                       |        |        |        |
| Illa de Fogo  | Aeròdrom de São Filipe                              | Cabo Verde Express         |        |        |        |
| Illa de Sal   | Aeroport Internacional Amílcar Cabral               | Cabo Verde Express / TACV  |        |        |        |
| Europa        |                                                     |                            |        |        |        |
| Alemanya      |                                                     |                            |        |        |        |
| Düsseldorf    | Aeroport Internacional de Düsseldorf                | TUIfly                     |        |        |        |
| Hamburg       | Aeroport d'Hamburg-Fuhlsbüttel                      | TUIfly                     |        |        |        |
| Múnic         | Aeroport Internacional de Múnic-Franz Josef Strauss | TUIfly                     |        |        |        |
| Bèlgica       |                                                     |                            |        |        |        |
| Brussel·les   | Aeroport de Brussel·les-National                    | Jetairfly / Thomas Cook UK |        |        |        |
| Dinamarca     |                                                     |                            |        |        |        |
| Copenhague    | Aeroport de Copenhague-Kastrup                      | TUIfly Nordic              |        |        |        |
| Espanya       |                                                     |                            |        |        |        |
| Gran Canària  | Aeroport de Gran Canària                            | TUIfly                     |        |        |        |
| Finlàndia     |                                                     |                            |        |        |        |
| Hèlsinki      | Aeroport d'Helsinki-Vantaa                          | TUIfly Nordic              |        |        |        |
| França        |                                                     |                            |        |        |        |
| París         | Aeroport de París-Charles de Gaulle                 | XL Airways France          |        |        |        |
| París         | Aeroport de París-Orly                              | Transavia                  |        |        |        |
| Itàlia        |                                                     |                            |        |        |        |
| Milà          | Aeroport de Milà-Malpensa                           | Neos                       |        |        |        |
| Roma          | Aeroport de Roma-Fiumicino                          | Neos                       |        |        |        |
| Verona        | Aeroport de Verona-Villafranca                      | Neos                       |        |        |        |
| Luxemburg     |                                                     |                            |        |        |        |
| Luxemburg     | Aeroport de Luxemburg                               | Luxair                     |        |        |        |
| Països Baixos |                                                     |                            |        |        |        |
| Amsterdam     | Aeroport d'Amsterdam-Schiphol                       | Arkefly / Transavia        |        |        |        |
| Portugal      |                                                     |                            |        |        |        |
| Lisboa        | Aeroport de Lisboa                                  | TACV / TAP Portugal        |        |        |        |
| Txèquia       |                                                     |                            |        |        |        |
| Praga         | Aeroport de Praga                                   | Travel Service Airlines    |        |        |        |
| Regne Unit    |                                                     |                            |        |        |        |
| Birmingham    | Aeroport Internacional de Birmingham-West Midlands  | Thomson Airways            |        |        |        |
| Londres       | Aeroport de Londres-Gatwick                         | Thomson Airways            |        |        |        |
| Manchester    | Aeroport de Manchester                              | Thomson Airways            |        |        |        |
| Suècia        |                                                     |                            |        |        |        |
| Estocolm      | Aeroport d'Estocolm-Arlanda                         | TUIfly Nordic              |        |        |        |
| Suïssa        |                                                     |                            |        |        |        |
| Basilea       | Aeroport de Basilea-Mulhouse-Friburg                | TUIfly                     |        |        |        |